# Vincenzo Capobianchi
Vincenzo Capobianchi (Roma, 1836 – Roma, 8 settembre 1928) è stato un pittore e numismatico italiano.
Come pittore era noto per dipingere scene realistiche di stile neo-pompeiano. 
Ha anche scritto diversi testi sulla monetazioni italiane.
Tra i suoi quadri ci sono: Il vestito giallo (The Yellow Dress - 1875), Ragazzi romani si esercitano con l'arco (Roman children practice indoor archery - 1881), e Venditore di antichità.
È morto a 92 anni all'ospedale San Giovanni Calibita.

## Testi
- Appunti per servire all'ordinamento delle Monete coniate dal Senato di Roma dal 1184 al 1439, 1895
- Il denaro pavese e il suo corso in Italia nel XII secolo, 1896, in Rivista italiana di numismatica
- Les Caroli Pondus conservés en Italie, 1900
- Le origini del Peso Gallico, Roma, 1904